# Karlskrona stadsförsamling

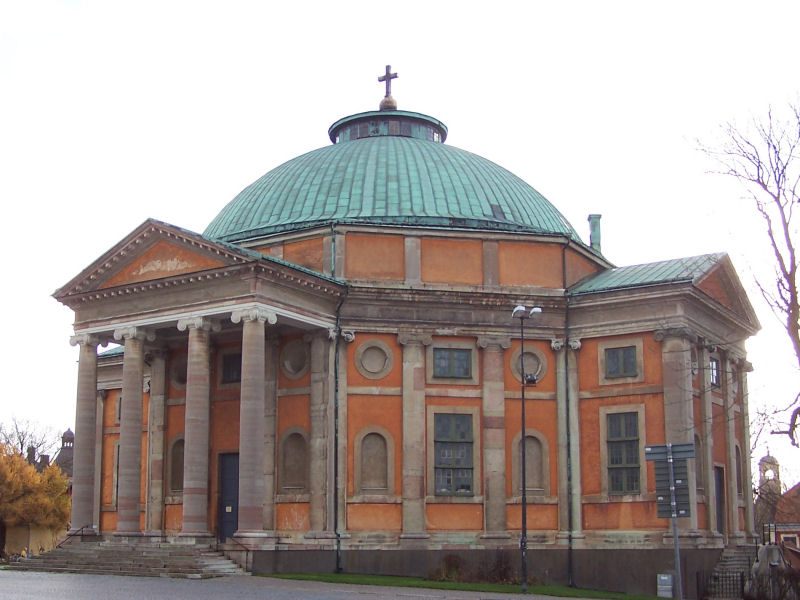
Trefaldighetskyrkan

Karlskrona stadsförsamling är en församling i Blekinge kontrakt, Lunds stift och Karlskrona kommun. Församlingen bildar pastorat med Aspö församling, kallat Karlskrona-Aspö pastorat. 
Församlingskyrkor är Fredrikskyrkan, stenkyrka invigd 1744, som ersatte Hedvig Elonora kyrka, Trefaldighetskyrkan (Tyska kyrkan) samt Kungsmarkskyrkan.

## Administrativ historik
Församlingen bildades med namnet Karlskrona storkyrkoförsamling den 10 augusti 1680 vid grundandet av Karlskrona stad genom en utbrytning ur Augerums församling. Den 1 november 1846 införlivades Karlskrona Tyska församling och församlingen fick då det nuvarande namnet. Fram till 1962 utgjorde församlingen ett eget pastorat som från 1963 också bestod av Tjurkö församling och Aspö församling. 1964 uppgick Tjurkö församling i denna församling. Den 1 januari 1989 utbröts området motsvarande Tjurkö församling och överfördes till Sturkö församling.

## Fredrikskyrkans Gosskör & Herrkör

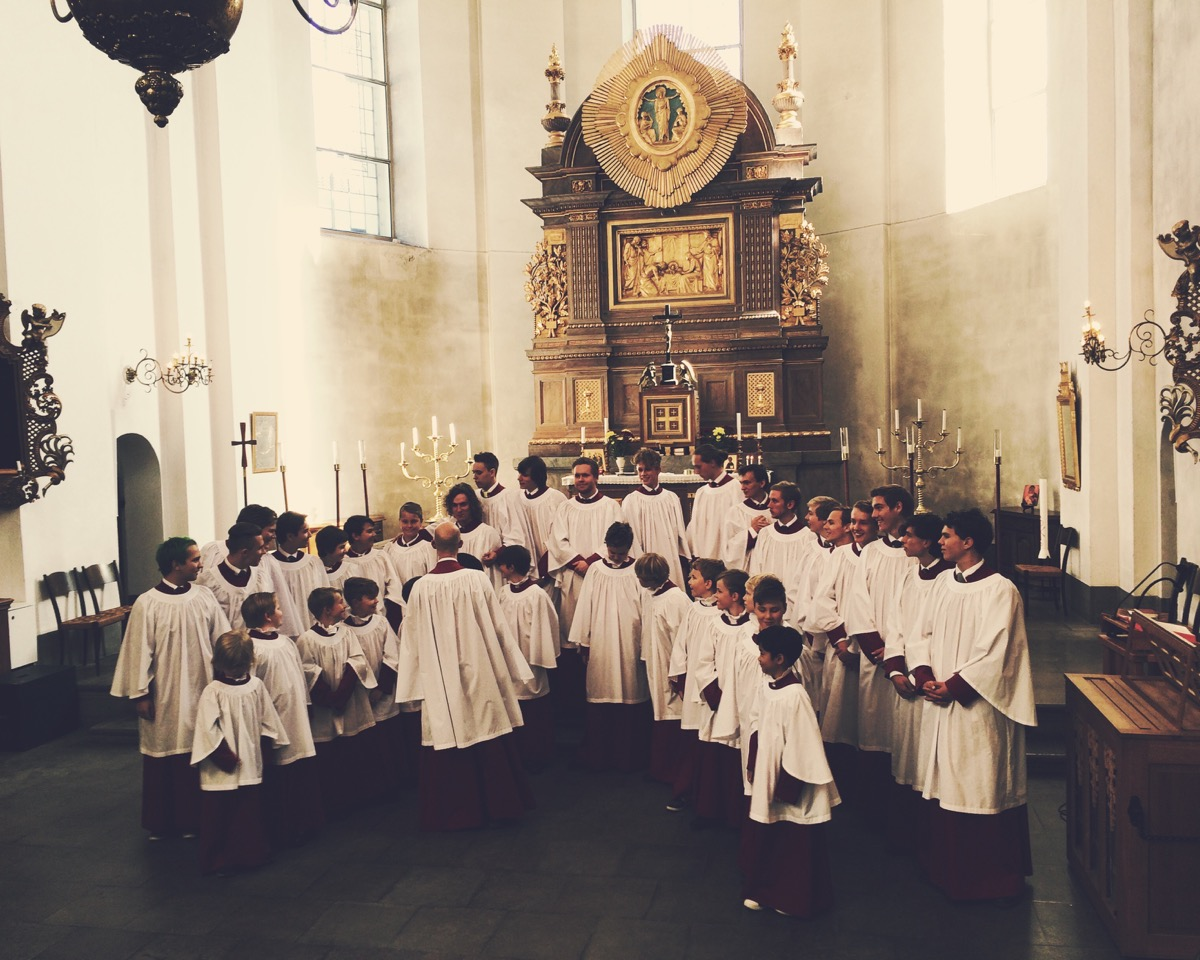
Goss- & Herrkören

Fredrikskyrkans Gosskör & Herrkör är en kör i Karlskrona stadsförsamling som huvudsakligen tjänstgör i Fredrikskyrkan i Karlskrona, samt i Trefaldighetskyrkan under tiden för den förras renovering 2015-2018. Kören grundades 2012 på uppdrag av kyrkoråd och kyrkoherde Pamela Garpefors. 
Kören består av fyra delkörer: Miniorkören, Juniorkören, Diskantkören och Herrkören. Diskantkörens och herrkörens sångare fördelas på fyra stämmor (sopran, countertenor, tenor, bas). Kören har hela Blekinge som upptagningsområde. 
Kören har en tydligt liturgisk profil, och inriktar sig nästan uteslutande på den klassiska körrepertoaren för framföranden på gudstjänster i Fredrikskyrkan: Gregorianik, anglikansk körrepertoar samt specialkomponerad och beställd musik, t.ex. av Nils Erikson och Maria Löfberg.
Viktiga förebilder och inspirationskällor för både körens grundande och organisation är Göteborgs Gosskör och Anglikanska kyrkans mångåriga gosskörstraditioner. 
Körens första ledare och dirigent var Joakim Olsson Kruse. Sedan 2016 leds kören av Justin Hazelgrove. Körassistent och choral scholar var fram till 2016 Erik Karlinius.

## Series Pastorum(kyrkoherdar i församlingen)
| Ämbetstid | Namn                   | Levnadstid | Övrigt |
| --------- | ---------------------- | ---------- | ------ |
| 1682–1690 | Canutus Coarœlius      |            |        |
| 1690–1709 | Bergerus Folcher       |            |        |
| 1710–1717 | Johan Petersson        |            |        |
| 1717–1719 | Carl Sternell          |            |        |
| 1719–1730 | Gustaf Adolf Humble    |            |        |
| 1730–1740 | Nils Wallerius         |            |        |
| 1742–1769 | Lorenz Muhrbeck        |            |        |
| 1770–1784 | Lars Petersson         |            |        |
| 1784–1807 | Anders Lars Fahnehjelm | 1751-1807  |        |
| 1808–1816 | Nils Hallström         |            |        |
| 1817–1833 | Carl Thyselius         | 1767-1833  |        |
| 1833–1846 | -vakant-               |            |        |
| 1846–1859 | Lars Feuk              | 1813–1903  |        |
| 1859–1864 | Johan Axel Olin        | 1825-1911  | LNO    |
| 1864–1883 | Anton Niklas Thelander | 1829-1906  | LVO    |
| 1883–1892 | Carl August Andersson  | 1841–1912  | LNO    |
| 1892–1903 | Carl August Andersson  | 1848–1903  | LVO    |
| 1903–1908 | Adolf Johansson        | 1853-1940  | LNO    |
| 1908–1947 | Thorsten Pihl          | 1866-1948  | LNO    |
| 1948–1964 | Gunnar Olén            | 1898-1990  | LNO    |
| 1964–1974 | Harry Kristensson      | 1907-2000  |        |
| 1975–1991 | Jan-Ivar Wideskär      | 1926-2005  |        |
| 1991–2012 | Stefan Löfkvist        | 1950       |        |
| 2012–2019 | Pamela Garpefors       | 1970       |        |
| 2021-     | Gabriel Norrgård       | 1966       |        |

De som var kyrkoherdar i stadsförsamlingen mellan åren 1690 och 1846 var även amiralitetssuperintendenter i Amiralitetsförsamlingen.

### Stadskomministrar
| Ämbetstid | Namn                   | Levnadstid | Övrigt |
| --------- | ---------------------- | ---------- | ------ |
| 1684–1692 | Nicolaus Gjerdslowius  |            |        |
| 1692–1698 | Erik Herlin            |            |        |
| 1698–1707 | Lars Engstedt          |            |        |
| 1707–1713 | Sven Sylwius           |            |        |
| 1713–1724 | Anders Klase           | –1724      |        |
| 1724–1747 | Johan Lorenz Flensburg | 1696–1747  |        |
| 1750–1752 | Lars Stobaeus          | –1752      |        |
| 1753–1759 | Ingemar Appelqvist     |            |        |
| 1760–1761 | Olof Aquilinius        | 1724–      |        |
| 1762–1786 | Peter Schougård        | –1786      |        |
| 1787–1790 | Wilhelm Cimmerdahl     |            |        |
| 1790–1796 | Olof Plantin           |            |        |
| 1796–1801 | Pehr Hansson           |            |        |
| 1801–1808 | Thure Petter Brorström |            |        |
| 1808–1818 | Pehr Schyttéen         |            |        |
| 1818–1830 | Claes Johan Schaar     |            |        |
| 1830–1847 | Niclas Göran Herslow   |            |        |

## Organister
| Ämbetstid | Namn                          | Levnadstid | Övrigt                      |
| --------- | ----------------------------- | ---------- | --------------------------- |
| ?–1695    | Johan Bejer                   |            |                             |
| ?–1722    | Johan Torzell                 | -1722      |                             |
| 1722–1723 | Nils Winter                   |            | Ställföreträdande organist. |
| 1723–1726 | Heinrich Christoph Engelhardt | 1694–1765  |                             |
| 1726–1734 | Bengt Lidner                  | –1754      |                             |
| ?–1740    | Johan Dybeck                  |            |                             |
| 1739–?    | Jacob Renström                |            |                             |
| 1764–1793 | Christian Joachim             | –1793      | [ 7 ]                       |
| 1795–1796 | Jonas Westring                |            | [ 7 ]                       |
| 1813–1841 | Johan Jacob Rehnström         | 1767–1841  | Kantor och organist         |
| ?–1847    | H. Holmberg                   |            |                             |
| 1847–1868 | Carl Fredrik Magnus Berg      |            |                             |
| 1848–1901 | Johan August Askling          | 1822–1901  |                             |
| 1902–1935 | Svante Sjöberg                | 1873-1935  |                             |
| 1935–1958 | David Murgård                 | 1898–1958  |                             |
| 1959–1977 | Per Staaff                    | 1913-1982  | [ 8 ]                       |
| 1977–2014 | Christer Magnusson            | 1947–      |                             |
| 2012–2016 | Joakim Olsson Kruse           | 1975–      |                             |
| 2012–     | Staffan Sundås                | 1967–      |                             |

1846 slås Storkyrkoförsamlingen ihop med Tyska församlingen och likaså organisttjänsterna. Johan August Askling blir den första som egentligen är organist i den nybildade Karlskrona stadsförsamling. Han kom från tidigare tjänstgöring i Trefaldighetskyrkan.
2012 utökas organisttjänsten till två, men är inte bundna till Fredrikskyrkan eller Trefaldighetskyrkan.